# Pestalozzi-Hof

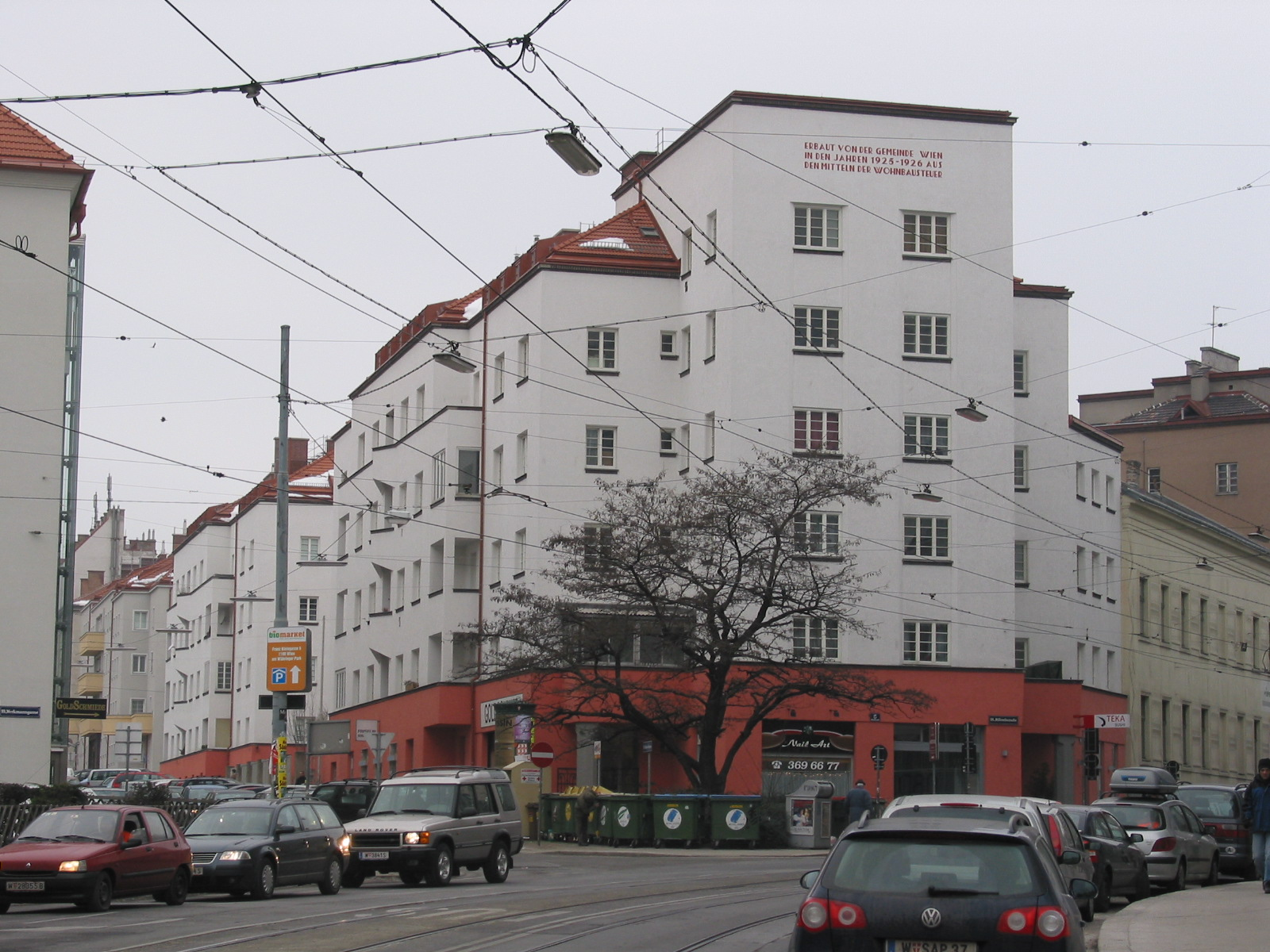
Pestalozzi-Hof, Ecke Billrothstraße/Philippovichgasse

Der Pestalozzi-Hof ist ein Gemeindebau im 19. Wiener Gemeindebezirk Döbling. Er wurde zwischen 1925 und 1926 errichtet und umfasst 122 Wohnungen. Die von Ella Briggs geplante Wohnanlage wurde 1927 nach dem Pädagogen Johann Heinrich Pestalozzi benannt.

## Lage
Der Pestalozzi-Hof liegt nahe dem Wiener Gürtel im Süden von Döbling in der Katastralgemeinde Oberdöbling. Die Wohnhausanlage wird im Süden von der Philippovichgasse und im Westen von der Lißbauergasse begrenzt. Im Nordosten reicht der Gemeindebau bis an die Billrothstraße heran, großteils wird der Pestalozzi-Hof jedoch von einer Häuserzeile von der Billrothstraße getrennt. Die offizielle Adresse der Wohnanlage lautet Philippovichgasse 2–4.

## Geschichte
In nächster Umgebung des Pestalozzi-Hofs war 1924/25 bereits der Klose-Hof erbaut worden. In den Jahren 1925 und 1926 wurde in der Folge der Pestalozzi-Hof und der Professor-Jodl-Hof am Döblinger Gürtel errichtet. Zwischen 1928 und 1929 folgte mit dem Dittes-Hof ein weiterer Gemeindebau in nächster Nähe. Der Pestalozzi-Hof selbst sollte neben der Funktion als Wohnbau auch weitere, soziale Funktionen erfüllen. So wurden zwei Ateliers eingerichtet und ein heute noch bestehender Kindergarten eingeplant. Zudem war der Pestalozzi-Hof über eine Dachterrasse mit einem Ledigenheim verbunden, dass heute als Studentenheim (Professor-Julius-Tandler-Heim) geführt wird.
Während Renovierungsarbeiten in den Jahren 2003 und 2004 wurde im Pestalozzi-Hof der Sockel des Gebäudes saniert und die Fenster und Türen erneuert. Zudem erfolgte der Anschluss des Gebäudes an die Fernwärme Wien und die Errichtung von 15 Dachgeschoßwohnungen. Die Kosten der Sanierung beliefen sich auf rund 5.450.000 Euro.

## Bauwerk
Ella Briggs legte die Längsfront an der Philippovichgasse nahezu symmetrisch an, wobei der mittlere Gebäudeteil der Längsfront deutlich zurückspringt und so das Gebäude einen kleinen Ehrenhof bildet. Hier wurde auch ein niedriger Vorbau errichtet, in dem der Eingang zum Kindergarten untergebracht wurde. Charakteristisch an der Anlage ist neben den gestaffelten, kubischen Baumassen der vier- bis fünfgeschoßigen Anlage die  markante Eckfront zur Billrothstraße, wobei die schlichte Fassade des Pestalozzi-Hofes zusätzlich durch farbigen Putz, Loggien und dreieckige Erker gegliedert wurde. 
Im Ehrenhof an der Philippovichgasse befindet sich ein Denkmal für Johann Heinrich Pestalozzi, das 1927 vom Bildhauer Max Krejca geschaffen worden ist. Zudem findet sich eine Gedenktafel für den Namensgeber in der Wohnanlage.